# Грифид ап Рис
Гри́фид ап Рис (валл. Gruffydd ap Rhys; умер в 1137 году) — правитель части валлийского королевства Дехейбарт (1116—1137).

## Биография
После смерти отца Грифида Риса ап Теудура в 1093 году в Дехейбарт вторглись норманны, и Грифид провёл ранние годы жизни в основном в Ирландии. Он вернулся в Уэльс примерно в 1113 году, и после нескольких лет странствий ему удалось в 1116 году собрать армию, с которой он небезуспешно напал на несколько норманских замков и городов. Однако после неудачного штурма Аберистуита его армия распалась.
Хроника Принцев Уэльса за 1112 год сообщает, что брат Грифида, Хивел, отправился к «Грифиду сыну Кинана», добавив, что «этот же Хивел находился в тюрьме Эрнульфа, сына Роджера, лорда Замка Болдуина» и «сбежал в калечащем состоянии со сломанными конечностями из тюрьмы».
Грифид пришёл к соглашению с английским королём Генрихом I, по условиям которого он получил во владение часть королевства своего отца — Кантрев-Маур, хотя вскоре он вновь подвергся нормандскому давлению, и в 1127 году вновь был вынужден бежать в Ирландию. В 1136 году Грифид вместе с Оуайном Гвинедом и Кадваладром, сыновьями Грифида ап Кинана, правителя Гвинеда, поднял восстание. Жена Грифида Гвенллиан напала на нормандский замок Кидвелли. Однако осада была неудачной, и Гвенллиан была убита.
Сам Грифид вместе с Оуайном и Кадваладром нанёс норманнам решительное поражение в битве при Криг-Маур возле Кардигана. В 1137 году Грифид добился определённых успехов в Диведе, но вскоре при неизвестных обстоятельствах умер.
У Грифида было четыре сына от Гвенллиан: Маредид, Рис, Морган и Майлгун. От первой жены у него было также два старших сына: Анарауд и Каделл. Кроме того, у Грифида было по меньшей мере две дочери: Гвладис и Нест. Трон Дехейбарта после его смерти унаследовал Анарауд, а позже королевством правили Каделл, Маредид и Рис.